# Tina Gylling Mortensen
Tina Gylling Mortensen (født 21. juli 1956) er en dansk skuespiller, uddannet fra Statens Teaterskole i 1979. Hun har været ansat på bl.a. Jomfru Ane Teatret og Mammutteatret, som hun er medleder af. Hun er gift med skuespiller, instruktør og dramatiker Claus Flygare.

## Filmografi

### Film
| År   | Titel                              | Rolle                | Noter       |
| ---- | ---------------------------------- | -------------------- | ----------- |
| 1993 | Viktor og Viktoria                 | Tikla                |             |
| 1998 | Mimi og madammerne                 | Sus                  |             |
| 2002 | Små ulykker                        | Ellen                |             |
| 2002 | Elsker dig for evigt               | Sygeplejerske #2     |             |
| 2002 | Halalabad Blues                    | Lebben               |             |
| 2003 | Drømmegaven                        |                      |             |
| 2003 | Se til venstre, der er en svensker | Sygeplejerske        |             |
| 2004 | Fakiren fra Bilbao                 | Fru Hagawagitta      | Stemmerolle |
| 2005 | Store planer                       | Kvinde ved telefon   |             |
| 2005 | Fluerne på væggen                  |                      |             |
| 2006 | Drømmen                            | Fru Birk             |             |
| 2006 | Fidibus                            | Dommer               |             |
| 2007 | Tempelriddernes skat II            | Museumsinspektør     |             |
| 2008 | Spillets regler                    | Anita                |             |
| 2009 | Velsignelsen                       | Vibe                 |             |
| 2009 | Se min kjole                       | Store Anette         |             |
| 2009 | Over gaden under vandet            | Skrædder             |             |
| 2010 | Hævnen                             | Socialrådgiver       |             |
| 2010 | Hold om mig                        | Matematiklærer       |             |
| 2010 | Smukke mennesker                   | Kvinde ved boligblok |             |
| 2014 | Når dyrene drømmer                 | Jonna                |             |

### Tv-serier
| År   | Titel               | Rolle           | Noter                   |
| ---- | ------------------- | --------------- | ----------------------- |
| 2002 | Rejseholdet         | Joy             | Afsnit 28               |
| 2002 | Hjerteafdellingen   | Helle Mortensen | Afsnit 2-7              |
| 2003 | Nikolaj og Julie    | Anna Nielsen    | Afsnit 16 og 18         |
| 2004 | Er du skidt, skat?  | Kim Joensen     | Afsnit 11               |
| 2005 | Klovn               | Røde Kors Leder | Afsnit 2                |
| 2005 | Jul i Valhal        | Kromutter       | Afsnit 15, Julekalender |
| 2007 | Forbrydelsen        | Kirsten Eller   | Afsnit 2-4, 7 og 9      |
| 2008 | Anna Pihl           | Kims mor        | Afsnit 2 og 6-9         |
| 2008 | Maj & Charlie       | Rådgiver        | Afsnit 4                |
| 2009 | Lulu & Leon         | Bordelmutter    | afsnit 4                |
| 2011 | Ludvig & Julemanden |                 | Julekalender            |
| 2011 | Lykke               |                 |                         |
| 2013 | Tomgang             |                 |                         |
| 2020 | Equinox             | Doris           |                         |

## Eksterne links
- Tina Gylling Mortensen på Internet Movie Database (engelsk)
- Tina Gylling Mortensen på Filmdatabasen
- Tina Gylling Mortensen på danskefilm.dk
- Tina Gylling Mortensen på danskfilmogtv.dk
- Tina Gylling Mortensen på Scope
- Tina Gylling Mortensen på Svensk Filmdatabas (svensk)
- Tina Gylling Mortensen på AlloCiné (fransk)
- Tina Gylling Mortensen på AllMovie (engelsk)
- Tina Gylling Mortensen på AllMovie (engelsk)
- Tina Gylling Mortensen på The Movie Database (engelsk)

|  | Artiklen om skuespilleren Tina Gylling Mortensen kan blive bedre, hvis der indsættes et (bedre) billede. Du kan hjælpe ved at uploade et godt billede til Wikimedia Commons iht. de tilladte licenser og indsætte det i artiklen. Eller du kan søge efter eksisterende filer på Wikimedia Commons eller på Flickr - fx med værktøjet Free Image Search Tool. |